# Manesco Advogados

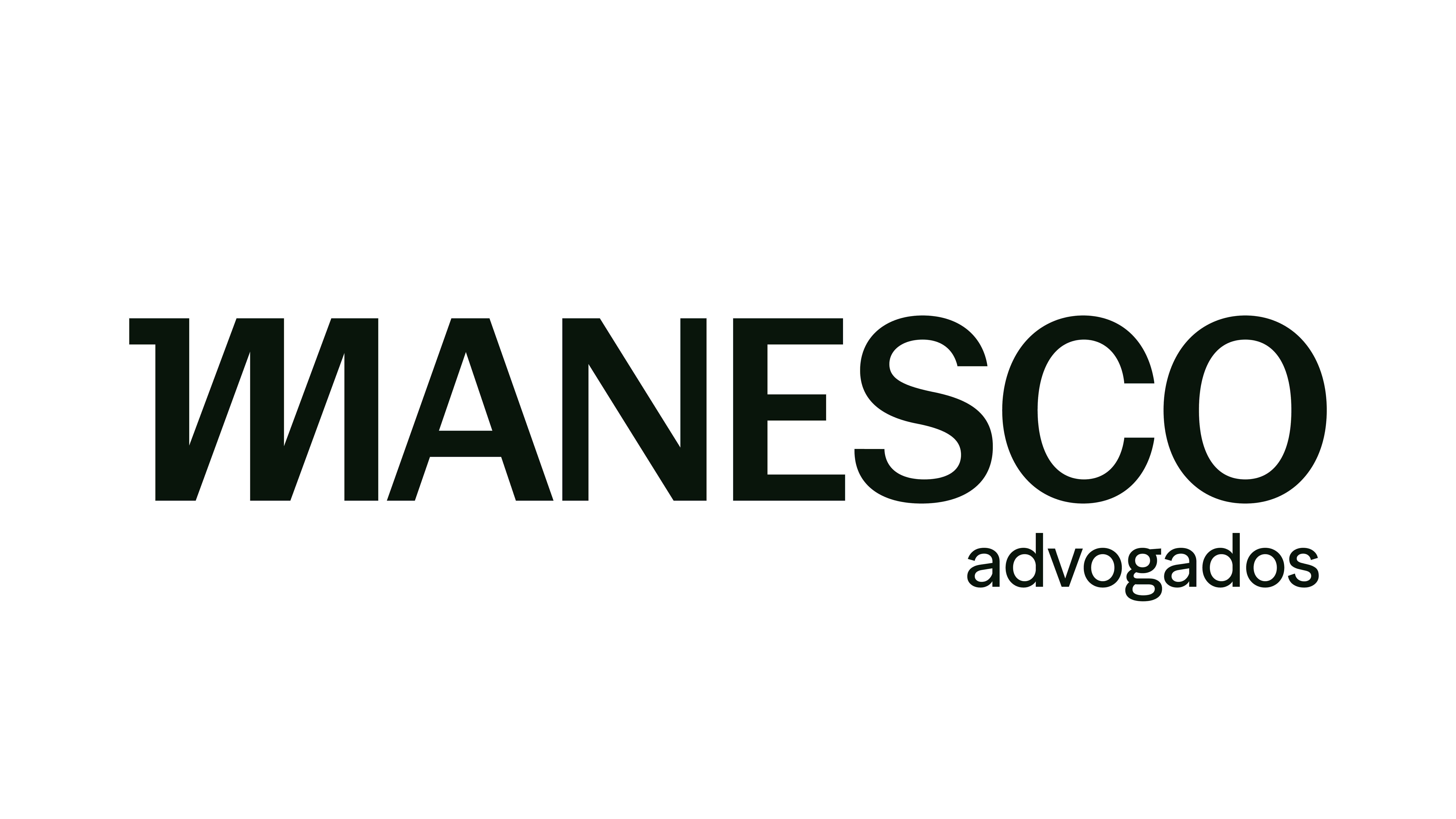
logo da empresa

Manesco Advogados é um escritório de advocacia, fundado em 1991 na cidade de São Paulo, tendo, hoje, filiais em Brasília e Rio de Janeiro.
A Manesco Advogados se destaca por sua expertise na solução de problemas jurídicos de alta complexidade em setores econômicos regulados, com foco na dinâmica das relações público-privadas.
Ao longo de três décadas, o escritório ganhou reputação em áreas como modelagem de concessões, parcerias público-privadas (PPPs) e privatizações, assessoria em licitações e gestão de contratos administrativos e privados. A equipe especializada também atua em direito empresarial e societário, cobrindo desde a criação de empresas até a elaboração de contratos comerciais e programas de compliance. 
Com um foco acentuado no setor de infraestrutura, a Manesco assessora projetos relacionados a aeroportos, rodovias, saneamento e energia, além de se envolver em áreas emergentes como proteção de dados e defesa militar. Essa diversidade de atuação reafirma a posição da Manesco como referência no mercado jurídico brasileiro, consolidando sua imagem como um escritório comprometido com a excelência e inovação.
De acordo com o ranking Chambers & Partners, a Manesco Advogados é reconhecida como um dos principais escritórios em Direito Público no Brasil, ocupando a posição de Banda 1 por 14 anos consecutivos, além de se destacar na área de Telecomunicações, em Banda 2, por seis anos. O guia [[:en:Legalease Ltd.|Legal 500] também destaca a banca como uma das principais do Brasil em Direito Público, em Tier 1 desde 2015, além de suas atuações em Telecomunicações (Tier 2), Projects and Infrastructure (Tier 4) e Arbitragem (Tier 6) .

## História
A Manesco foi fundada em 1991, em São Paulo, pelos sócios Marcos Augusto Perez, Floriano de Azevedo Marques Neto e um grupo de amigos recém-formados da Faculdade de Direito da Universidade de São Paulo (FDUSP). Poucos anos depois, entraram para a sociedade José Roberto Manesco e Eduardo Augusto de Oliveira Ramires.
O escritório atua nas áreas do Direito Público e Regulatório, tanto em processos judiciais quanto administrativos, consultoria jurídica especializada e procedimentos de arbitragem.
A sede principal do escritório fica em São Paulo, possuindo filiais em Brasília e Rio de Janeiro.
Em 2013, o sócio José Roberto Manesco coordenou o Núcleo de Contratação Direta com o Poder Público, da Comissão de Direitos e Prerrogativas da Ordem dos Advogados do Brasil - seção São Paulo (OAB/SP) e, em 2015, passou a integrar o Conselho da OAB/SP para o triênio 2016/2018, sendo reeleito ao triênio 2019/2021.
Entre 2013 e 2014, os sócios Marcos Augusto Perez e Floriano de Azevedo Marques Neto tornaram-se Professores Doutores do Departamento de Direito do Estado da FDUSP e Professor Titular de Direito Público da USP, respectivamente.. Em 2018, Perez tornou-se livre-docente pela USP, sendo alçado ao cargo de Professor Associado.
Em 2017, Floriano de Azevedo Marques Neto, foi eleito Diretor da Faculdade de Direito da USP para o exercício 2018/2021. 
No início de 2019, o também sócio-fundador da banca, Marcos Augusto Perez se tornou Presidente da recém-criada Comissão Especial de Infraestrutura pela Seção São Paulo da Ordem dos Advogados do Brasil (OAB) , com o condão de discutir os grandes projetos empresariais e públicos da área afetos ao Estado de São Paulo e ao Brasil.
Em 24 de maio de 2023, após indicação em lista quádrupla pelo Supremo Tribunal Federal (STF), Floriano de Azevedo Marques Neto foi nomeado pelo presidente Luiz Inácio Lula da Silva para o cargo de ministro do Tribunal Superior Eleitoral (TSE), tomando posse em 30 de maio do mesmo ano.
Manesco Advogados e Compromissos com Equidade de Gênero e Racial
A Manesco tem promovido a inclusão e equidade por meio de iniciativas de comitês internos. Desde 2016, o comitê de inclusão feminina atua para institucionalizar ações voltadas à igualdade de gênero, visando um ambiente inclusivo para todas as mulheres na banca. Entre as principais iniciativas estão eventos e programas de monitoramento de carreira, ampliação de licenças parentais, apoio à amamentação e flexibilização de horários para cuidadores. Em alinhamento com demandas históricas, o comitê trabalha em constante diálogo com o comitê de inclusão racial, criado para promover a inclusão de pessoas negras e combater a discriminação racial no ambiente de trabalho.
Além de promover mudanças internas, a Manesco orienta clientes sobre legislações e jurisprudências relacionadas à equidade de gênero e racial. O escritório aderiu ao Women's Empowerment Principles da ONU em 2018 e ao Pacto Global Equidade é Prioridade (2020), comprometendo-se a ter 30% de mulheres em cargos de liderança até 2025 e 50% até 2030. O CMIR adotou uma Política Institucional de Inclusão Racial, que estabelece intolerância a condutas racistas e metas para aumentar a proporção de colaboradores negros no escritório.
Com essa agenda, a Manesco mantém seu compromisso com as melhores práticas antirracistas e de igualdade de gênero, buscando orientar e engajar sua rede de contatos, alinhando-se a padrões globais de ESG (Ambiental, Social e Governança Corporativa).
Escritórios Parceiros e Integração Lusófona da Manesco
A Manesco, com a meta de oferecer suporte jurídico além das fronteiras brasileiras e atender à demanda de clientes por expertise internacional, integrou a rede Sérvulo Latitude. Esta rede multilateral reúne escritórios de advocacia renomados em diversas jurisdições lusófonas, facilitando a atuação coordenada e integrada em áreas estratégicas de interesse para clientes e investidores.
Manesco integra a rede Sérvulo Latitude, que realiza o intercâmbio de trabalho entre escritórios parceiros nas seguintes jurisdições: Portugal, Regiões Autônomas da Madeira e dos Açores, Angola, Moçambique, Guiné-Bissau, Cabo Verde, São Tomé e Príncipe, Macau, Timor-Leste, além de Brasil.

## Prêmios e reconhecimentos
- 2023 - The Legal 500: Escritório de Direito Público do Ano
- Desde 2015 - Chambers & Partners: qualificação "Band 1" em Direito Público no ranking "Chambers Brazil", tendo como destaques individuais os sócios Floriano de Azevedo Marques Neto e Marcos Augusto Perez. Aparece também nos rankings de de "Telecommunications", por Marques Neto e por Eduardo Augusto de Oliveira Ramires.[14]
- 2013 a 2023 - The Legal 500: Classificação tier 1 em Direito Público.[6]
- 2007 a 2022 - Análise Advocatícia: Escritório mais admirado em Direito de Infraestrutura e Regulatório do Brasil.[15]
- 2013 - Advocacia 500: "Mais Admirados Escritórios" do setor de Construção e Engenharia.[15]
- 2013 - Ordem dos Advogados do Brasil (OAB): Os Mais Admirados Advogados para o sócio Floriano de Azevedo Marques Neto.[16]
- 2015 - Advocacia 500: Primeiro lugar nas categorias Infraestrutura e Regulatório e em Construção e Engenharia.[17]
- 2015 - Advocacia 500: Prêmio para Floriano Azevedo Marques no Ranking por Admiração no Estado de São Paulo.[17]
- 2015 - The Legal 500: Maiores escritórios de Direito Público do Brasil nas áreas de Telecommunications/Technology (2º lugar), Projects and Infrastructure (3º lugar), Environment (4º lugar) e Dispute Resolution (6º lugar). O comparecimento da banca nesse ranking internacional se manteve no curso dos anos, até 2019.[6]
- 2015 - Ordem dos Advogados do Brasil (OAB): José Roberto Manesco recebeu a Medalha Mérito de Defesa das Prerrogativas Doutor Raimundo Pascoal Barbosa pela de São Paulo, pela atuação em Defesa das Prerrogativas Profissionais da classe de advogados.[16]
- 2015 - Latin American Corporate Counsel Association: Floriano de Azevedo Marques Neto recomendado entre advogados na área de Direito Administrativo.[18]